# Габбард, Майк
Джеральд Майкл (Майк) Габбард (англ. Gerald Michael 'Mike' Gabbard, род. 15 января 1948, Фагатого, Американское Самоа) — американский политический деятель, член Сената штата Гавайи от Демократической партии, отец Тулси Габбард. Имеет консервативные политические взгляды. Габбарда часто характеризуют как антигомосексуального активиста. Он получил известность тем, что в 1998 году успешно провёл вторую поправку к Конституции штата Гавайи, которая предоставила парламенту штата полномочия закрепить право заключения брака только для пар разного пола. Габбард родом из Американского Самоа и является первым в истории штата Гавайи депутатом самоанского происхождения.

## Ранние годы
Майк Габбард родился в городке Фагатого, остров Тутуила, Американское Самоа. Он был четвёртым из семерых детей в семье Бенджамина Харрисона Габбарда-младшего и его жены Агнес Яндалл Габбард. Майк получил степень бакалавра английского языка в университете Сонома и степень магистра образования в Университете штата Орегон.

## Политическая карьера
В 2002 году Габбард был избран членом Городского совета Гонолулу от 1-го городского округа. В 2004 году был выдвинут кандидатом от Республиканской партии на выборах в Палату представителей США, но проиграл выборы. 7 ноября 2006 года Габбард стал депутатом Сената штата Гавайи от 19-го округа, победив кандидата от Демократической партии, капитана полиции в отставке Джорджа Ямамото.
Габбард является сооснователем и председателем некоммерческой организации Stand Up For America (SUFA), занимающейся пропагандой патриотизма. Габбард также основал Healthy Hawai’i Coalition (HHC) — некоммерческую организацию, выступающую в защиту окружающей среды.
В августе 2007 года Габбард оставил ряды Республиканской партии и вступил в Демократическую партию. По его словам, это дало ему больше возможностей служить интересам своих избирателей, так как демократы уже много лет имеют большинство в Сенате штата Гавайи.
2 ноября 2010 года Габбард был переизбран на второй срок, получив 76 % голосов избирателей и одержав вверх над республиканцем Аароном Бонаром. 8 ноября 2016 года он в третий раз был переизбран в сенат. По данным на 2016 год Габбард был председателем сенатского комитета по энергии и окружающей среде.

## Личная жизнь
Женат на Кэрол Габбард. Является отцом пятерых детей, которые все имеют индуистские имена: Бхакти, Джай, Арьян, Тулси (англицировано как Талси) и Вриндаван. Тулси Габбард также стала известной фигурой в политике в Демократической партии, но, в отличие от отца, придерживается леволиберальных взглядов. В 1980-е — 1990-е годы Майк и его жена Кэрол были последователями кришнаитского гуру Криса Батлера. Батлер, ученик Бхактиведанты Свами Прабхупады, в середине 1970-х годов ушёл из Международного общества сознания Кришны и основал своё собственное религиозное движение Институт знания о тождественности. В период своего наивысшего расцвета движение Батлера имело тысячи последователей в ряде стран мира, в том числе и в России. Батлер активно интересовался политикой и в 1976 году даже основал свою партию. В 1990-е годы жена Майкла Кэрол занимала различные административные посты в основанной Крисом Батлером религиозной организации.